# Jonas Blue
Guy James Robin (né le 2 août 1989 à Londres), mieux connu sous son nom de scène Jonas Blue, est un DJ, compositeur, producteur et remixeur britannique basé à Londres, qui produit une musique mélangeant dance et pop.

## Biographie
Issu d'une famille juive ashkénaze russo-espagnole, en 2016, il sort une reprise du single de Tracy Chapman Fast Car. Il s'agit de son premier single. Jonas Blue devient no 2 aux UK Singles Chart, derrière Pillowtalk de Zayn Malik. Il reste dans le top 10 pendant 11 semaines. La version de Jonas Blue atteint également la première place en Allemagne, en Suède, en Australie et en Nouvelle-Zélande, ainsi que la première place sur les US Viral Chart sur Spotify. Le single est certifié disque de platine en Italie et au Royaume-Uni, double disque de platine en Nouvelle-Zélande et triple disque de platine en Australie. A ce jour[Quand ?], la piste est diffusée plus de 700 millions de fois sur Spotify, et atteint plus de 300 millions de vues sur Vevo,[source insuffisante].
Le 3 juin 2016, il sort un nouveau single intitulé Perfect Strangers, mettant en vedette JP Cooper sur Virgin EMI Records. Rapidement[Quand ?], son deuxième single est certifié disque de platine au Royaume-Uni, double disque de platine en Australie et disque d'or en Nouvelle-Zélande. Le titre est écouté plus de 600 millions de fois sur Spotify. Le single lui a également permis d'atteindre le milliard de vues.
Le 28 octobre 2016, Jonas Blue sort son troisième single intitulé By Your Side, mettant en vedette la chanteuse britannique Raye, de nouveau sur Virgin EMI Records. Le 18 mai 2017, il sort un nouveau single intitulé Mama en featuring avec le chanteur australien William Singe. En 3 mois, le clip a dépassé la barre des 150 millions de vues sur YouTube et 200 millions d'écoutes sur Spotify[réf. nécessaire]. Le 9 novembre 2018, il sort son premier album nommé Blue. En 2018, Jonas Blue invite Liam Payne et Lennon Stella sur le son Polaroïd.

## Discographie

### Albums studio
| Titre | Détails                                                                                            | Position | Position | Position | Position | Position |
| Titre | Détails                                                                                            | R-U      | AUS      | CAN      | P-B      | N-Z      |
| ----- | -------------------------------------------------------------------------------------------------- | -------- | -------- | -------- | -------- | -------- |
| Blue  | - Sortie : 9 novembre 2018 - Label : Positiva, Virgin EMI - Format : CD, téléchargement, streaming | 33       | 50       | 78       | 78       | 33       |

### Compilations
| Titre                                       | Détails                                                                                   | Position | Position |
| Titre                                       | Détails                                                                                   | É-U      | FIN      |
| ------------------------------------------- | ----------------------------------------------------------------------------------------- | -------- | -------- |
| Jonas Blue Electronic Nature - The Mix 2017 | - Sortie : 14 juillet 2017 - Label : Universal Music Group - Format : téléchargement      | 151      | 33       |
| Est. 1989                                   | - Sortie : 11 décembre 2020 - Label : Universal Music Japan - Format : téléchargement, CD | —        | —        |

### Singles
| Titre                                                                             | Année | Position | Position | Position | Position | Position | Position  | Position | Position | Position | Position | Position | Position | Position | Certifications | Album                                              |
| Titre                                                                             | Année | R-U      | ALL      | AUS      | AUT      | BEL (FL) | BEL (WAL) | DAN      | É-U      | FRA      | P-B      | NOR      | SUE      | SUI      | Certifications | Album                                              |
| --------------------------------------------------------------------------------- | ----- | -------- | -------- | -------- | -------- | -------- | --------- | -------- | -------- | -------- | -------- | -------- | -------- | -------- | --- | -------------------------------------------------- |
| Fast Car (feat. Dakota)                                                           | 2015  | 2        | 2        | 1        | 3        | 3        | 7         | 6        | 98       | 14       | 3        | 9        | 2        | 4        | - BPI : 3 × Platine - ARIA : 9 × Platine - BVMI : 3 × Or - GLF : 6 × Platine - RIAA : Platine - BEA : 2 × Platine - FIMI : 5 × Platine - MC : 2 × Platine - PMB : Diamant - IFPI : 2 × Platine - NVPI : 5 × Platine - IFPI DAN : 3 × Platine                                     | Jonas Blue Electronic Nature - The Mix 2017 / Blue |
| Perfect Strangers (feat. JP Cooper)                                               | 2016  | 2        | 9        | 6        | 9        | 4        | 22        | 11       | —        | 13       | 3        | 7        | 3        | 8        | - BPI: 2 × Platine - ARIA : 5 × Platine - BVMI: Platine - RIAA : Or - BEA : Platine - FIMI : 3 × Platine - GLF : 3 × Platine - MC : Platine - PMB : Diamant - IFPI : 2 × Platine - SNEP : Diamant - NVPI : 4 × Platine - RMNZ : Platine - IFPI DAN : 2 × Platine                 | Jonas Blue Electronic Nature - The Mix 2017 / Blue |
| By Your Side (feat. Raye)                                                         | 2016  | 15       | 45       | 33       | 56       | 45       | 44        | —        | —        | 110      | 35       | —        | 94       | 50       | - BPI: Platine - ARIA : 2 × Platine - BVMI : Or - FIMI : Platine - RIAA : Or - PMB : Platine - IFPI : Platine - SNEP : Or - IFPI DAN : Or | Jonas Blue Electronic Nature - The Mix 2017 / Blue |
| Mama (feat. William Singe)                                                        | 2017  | 4        | 5        | 7        | 5        | 2        | 7         | 5        | —        | 16       | 5        | 9        | 6        | 6        | - BPI: 2 × Platine - ARIA: 6 × Platine - BVMI: 2 × Platine - IFPI AUT: Or - IFPI DAN: 2 × Platine - RIAA : Or - BEA : 2 × Platine - FIMI : 2 × Platine - GLF : 2 × Platine - MC : Platine - PMB : 3 × Platine - IFPI : Or - SNEP : Diamant - NVPI : 2 × Platine - RMNZ : Platine | Jonas Blue Electronic Nature - The Mix 2017 / Blue |
| We Could Go Back (feat. Moelogo)                                                  | 2017  | 74       | —        | —        | —        | —        | 49        | —        | —        | —        | —        | —        | —        | —        | | Jonas Blue Electronic Nature - The Mix 2017 / Blue |
| Hearts Ain't Gonna Lie (avec Arlissa)                                             | 2018  | —        | —        | —        | —        | —        | —         | —        | —        | —        | —        | —        | —        | —        | - BPI : Or | Est. 1989                                          |
| Alien (avec Sabrina Carpenter)                                                    | 2018  | —        | —        | —        | —        | —        | —         | —        | —        | —        | —        | —        | —        | —        | | Blue / Singular: Act I                             |
| Rise (feat. Jack & Jack)                                                          | 2018  | 3        | 8        | 7        | 2        | 5        | 9         | 20       | —        | 29       | 9        | 10       | 14       | 10       | - BPI: 2 × Platine - ARIA : 6 × Platine - BVMI: Platine - RIAA : Or - BEA : Platine - GLF : 2 × Platine - MC : Platine - PMB : Diamant - IFPI : Or - SNEP : Platine - NVPI : Platine - RMNZ : Platine - IFPI DAN : Platine                                                       | Blue                                               |
| I See Love (feat. Joe Jonas)                                                      | 2018  | —        | —        | —        | —        | —        | —         | —        | —        | —        | —        | —        | —        | —        | - PMB : Or | Blue                                               |
| Back & Forth (avec MK & Becky Hill)                                               | 2018  | 12       | —        | —        | —        | —        | —         | —        | —        | —        | —        | —        | —        | —        | - BPI: Platine | Est. 1989 / Get to Know                            |
| Roll With Me (avec Bantu feat. Shungudzo & ZieZie)                                | 2018  | —        | —        | —        | —        | —        | —         | —        | —        | —        | —        | —        | —        | —        | |                                                    |
| Polaroid (avec Liam Payne & Lennon Stella)                                        | 2018  | 12       | —        | —        | —        | 29       | 47        | —        | —        | 183      | 92       | —        | —        | 96       | - BPI: Platine - ARIA : Platine - MC : Platine - RIAA : Or - PMB : 3 × Platine - IFPI DAN : Or | Blue                                               |
| Desperate (feat. Nina Nesbitt)                                                    | 2019  | —        | —        | —        | —        | —        | —         | —        | —        | —        | —        | —        | —        | —        | | Blue                                               |
| Wild (feat. Chelsee Grimes & Tini & Jhayco)                                       | 2019  | —        | —        | —        | —        | —        | —         | —        | —        | —        | —        | —        | —        | —        | | Blue                                               |
| What I Like About You (feat. Theresa Rex)                                         | 2019  | 16       | 93       | —        | —        | 44       | —         | —        | —        | —        | 89       | —        | —        | 76       | - BPI : Platine - ARIA : Platine - FIMI : Or - PMB : Platine - IFPI DAN : Or | Blue (Deluxe) / Est. 1989                          |
| Ritual (avec Tiësto & Rita Ora)                                                   | 2019  | 24       | —        | —        | —        | 10       | 19        | —        | —        | 117      | 11       | —        | 24       | 56       | - BPI : Platine - BEA : Or - FIMI : Or - GLF : Platine - MC : Platine - SNEP : Or - IFPI DAN : Or - IFPI NOR : Platine | Blue (Deluxe) / Est. 1989                          |
| I Wanna Dance                                                                     | 2019  | —        | —        | —        | —        | —        | —         | —        | —        | —        | —        | —        | —        | —        | | Blue (Deluxe) / Est. 1989                          |
| Younger (avec HRVY)                                                               | 2019  | —        | —        | —        | —        | —        | —         | —        | —        | —        | —        | —        | —        | —        | - PMB : Or | Blue (Deluxe) / Est. 1989                          |
| All Night Long (avec RetroVision)                                                 | 2019  | —        | —        | —        | —        | —        | —         | —        | —        | —        | —        | —        | —        | —        | | Est. 1989                                          |
| Billboard (avec Tifa Chen)                                                        | 2019  | —        | —        | —        | —        | —        | —         | —        | —        | —        | —        | —        | —        | —        | | Est. 1989                                          |
| Mistakes (avec Paloma Faith)                                                      | 2020  | —        | —        | —        | —        | —        | —         | —        | —        | —        | —        | —        | —        | —        | | Est. 1989                                          |
| Naked (avec MAX)                                                                  | 2020  | —        | —        | —        | —        | —        | 39        | —        | —        | —        | —        | —        | —        | —        | | Est. 1989                                          |
| Something Stupid (avec Awa)                                                       | 2021  | —        | —        | —        | —        | —        | —         | —        | —        | —        | —        | —        | —        | —        | |                                                    |
| Hear Me Say (avec Léon)                                                           | 2021  | 65       | —        | —        | —        | —        | —         | —        | —        | —        | —        | —        | —        | —        | - PMB : Or | Happy Vibes                                        |
| Sad Boy (avec R3hab feat. Ava Max & Kylie Cantrall)                               | 2021  | —        | —        | —        | —        | —        | —         | —        | —        | —        | —        | —        | —        | —        | |                                                    |
| Don't Wake Me Up (avec Why Don't We)                                              | 2022  | 79       | —        | —        | —        | —        | 37        | —        | —        | —        | —        | —        | —        | —        | - PMB : Or |                                                    |
| Perfect Melody (avec Julian Perretta)                                             | 2022  | —        | —        | —        | —        | —        | —         | —        | —        | —        | —        | —        | —        | —        | |                                                    |
| Angles (avec Sevenn)                                                              | 2022  | —        | —        | —        | —        | —        | —         | —        | —        | —        | —        | —        | —        | —        | |                                                    |
| Siento                                                                            | 2022  | —        | —        | —        | —        | —        | —         | —        | —        | —        | —        | —        | —        | —        | |                                                    |
| Always Be There (avec Louisa Johnson)                                             | 2022  | —        | —        | —        | —        | —        | —         | —        | —        | —        | —        | —        | —        | —        | |                                                    |
| Weekends (avec Felix Jaehn)                                                       | 2023  | —        | 51       | —        | —        | —        | —         | —        | —        | —        | —        | —        | —        | —        | |                                                    |
| Crying On The Dancefloor (avec Sam Feldt & Violet Days)                           | 2023  | —        | —        | —        | —        | —        | —         | —        | —        | 154      | 66       | —        | —        | —        | - NVPI : Or |                                                    |
| Finally (avec Rani)                                                               | 2023  | —        | —        | —        | —        | —        | —         | —        | —        | —        | —        | —        | —        | —        | |                                                    |
| All You Need Is Love (avec Nicky Romero & Nico Santos)                            | 2023  | —        | —        | —        | —        | —        | —         | —        | —        | —        | —        | —        | —        | —        | |                                                    |
| Past Life (avec Felix Jaehn)                                                      | 2023  | —        | —        | —        | —        | —        | —         | —        | —        | —        | —        | —        | —        | —        | |                                                    |
| Rest Of My Life (avec Sam Feldt & Sadie Rose Van)                                 | 2024  | —        | —        | —        | —        | —        | —         | —        | —        | —        | —        | —        | —        | —        | |                                                    |
| Mountains (avec Galantis, Zoe Wees)                                               | 2024  | —        | —        | —        | —        | —        | —         | —        | —        | —        | —        | —        | —        | —        | |                                                    |
| 100 Lives (avec EYLR)                                                             | 2024  | —        | —        | —        | —        | —        | —         | —        | —        | —        | —        | —        | —        | —        | |                                                    |
| Lifeline (avec Izzy Bizu)                                                         | 2025  | —        | —        | —        | —        | —        | —         | —        | —        | —        | —        | —        | —        | —        | |                                                    |
| « — » signifie que le single n'est pas sorti ou ne s'est pas classé dans ce pays. |       |          |          |          |          |          |           |          |          |          |          |          |          |          | |                                                    |

### Remixes
- 2016 : Birdy - Keeping Your Head Up (Jonas Blue Remix)
- 2016 : Ellie Goulding - Still Falling for You (Jonas Blue Remix)
- 2017 : Zedd et Alessia Cara - Stay (Jonas Blue Remix)
- 2017 : Jasmine Thompson - Old Friends (Jonas Blue Remix)
- 2017 : Jonas Blue feat. Moelogo - We Could Go Back (Jonas Blue and Jack Wins Remix)
- 2018 : Sigrid - Strangers (Jonas Blue Remix)
- 2018 : James Bay - Wild Love (Jonas Blue Remix)
- 2018 : MC Fioti, Future, J Balvin, Stefflon Don and Juan Magán - Bum Bum Tam Tam (Jonas Blue Remix)
- 2018 : Jonas Blue feat. Jack and Jack - Rise (Jonas Blue and Eden Prince Remix)
- 2018 : Jonas Blue and Liam Payne and Lennon Stella - Polaroid (CID and Jonas Blue Remix)
- 2019 : Jess Glynne - No One (Jonas Blue Remix)
- 2019 : Ed Sheeran and Justin Bieber - I Don't Care (Jonas Blue Remix)
- 2019 : R3hab and Julie Bergan - Don't Give Up on Me Now (Jonas Blue Remix)
- 2019 : DJ Regard - Ride It (Jonas Blue Remix)
- 2019 : Roberto Surace - Joys (Jonas Blue Remix)
- 2020 : Felix da Housecat and the Visionary - My life Is Music (Jonas Blue Remix)
- 2020 : Madison Beer - Baby (Jonas Blue Remix)
- 2020 : Miley Cyrus - Midnight Sky (Jonas Blue Remix)
- 2020 : Ava Max - My Head and My Heart (Jonas Blue Remix)
- 2021 : Tones and I - Fly Away (Jonas Blue Remix)
- 2021 : Jonas Blue & Awa - Something Stupid (Jonas Blue VIP Mix)
- 2022 : Alok & Bastille - Run Into Trouble (Jonas Blue Remix)
- 2022 : David Morales - Needin' U (Jonas Blue Remix)
- 2023 : Zoe Wees - Don't Give Up (Jonas Blue Remix)
- 2023 : Solu Music feat. KimBlee - Fade (Jonas Blue Vocal Mix / Club Mix)

### Sous Guy Robin

#### Singles
- 2006 : Angel of Love (feat. Anthony Moriah)
- 2008 : Bless You Brother (feat. Anthony Moriah)
- 2009 : Private Life (feat. Anthony Moriah)
- 2009 : Cry a Little
- 2009 : Prism / Setta
- 2010 : Still Standing (feat. Sherona Knight)
- 2011 : Walk Away (feat. Shaun Anthony)
- 2011 : Only You (feat. Lucy Randell)
- 2011 : Suono del cielo
- 2012 : Heaven or Hell (feat. Amba Shepherd)

#### Remixes
- 2006 : Darrell Martin feat. Ramona - I Got Me (Guy Robin Remix)
- 2007 : Alicia Keys - No One (Guy Robin Vocal Mix / Underground Mix / Voxstrumental Mix)
- 2008 : Afro Medusa - Tonight (Guy Robin Remix)
- 2008 : The Allstars Collective feat. Jocelyn Brown - All About the Music (Guy Robin vs. The Allstars Mix)
- 2008 : The Thompson Project feat. Gary L - Messin' With My Mind (Guy Robin Main Vocal Remix)
- 2008 : Kanye West - Love Lockdown (Guy Robin Main Vocal Mix / Underground Mix / Dubstrumental Mix)
- 2008 : Jellybean feat. Carla Prather - Secrets And Lies (Guy Robin Remix / Bonus Beatz)
- 2008 : Jay Sean - Maybe (Guy Robin Edit)
- 2009 : Kim Davis - Valentine 4 Life (Guy Robin Vocal Mix)
- 2009 : Filin Brake and Greg Dorban & Eman - Change The World (Guy Robin Remix)
- 2009 : Afro Medusa - Oracle (Guy Robin's Latin Soul Mix)
- 2009 : Kaje feat. Sacha Williamson - Butterflies (Guy Robin Main / Beats)
- 2009 : Gabriel Rene feat. J. Soul - Spirit (Guy Robin Vocal Mix)
- 2009 : Soulsearcher - Can't Get Enough (Guy Robin Remix)
- 2009 : Suges feat. Michael Dave Dizon - I'll Be There (Guy Robin Remix / Beats)
- 2009 : DeepCitySoul - Earthly Angel (Guy Robin Mix)
- 2009 : Tarek - Desabafo (Guy Robin Remix / Dub / Beats)
- 2009 : 3 Amigos feat. Susu Bobien - You Bring Me Joy (Guy Robin Remix)
- 2009 : Danny Clark and Jay Benham feat. Dawn Tallman - Conqueror (Guy Robin Remix)
- 2009 : Mina Jackson and Born to Funk - Usay (Guy Robin's Electric Vocal Mix)
- 2010 : EMKYU & D.D.B. - Gabrielle (Guy Robin & DJ Leo Remix)
- 2010 : Matthew Bandy feat. Johnathan Houston - Going Nowhere (Guy Robin Remix)
- 2010 : VMC - To the Rock (Guy Robin Vocal Mix / Underground Mix / Deeper Mix)
- 2010 : Distant People feat. Tasita D'Mour - You're So Special (Guy Robin Remix / Beats)
- 2010 : La Casa Del Ritmo - Mala Idea (Guy Robin Classic Disco Vocal / Classic Disco Reprise / Classic Beats)
- 2010 : Guy Robin feat. Anthony Morah - Private Life (Guy Robin Underground Vocal Mix / Underground Mix / Underground Dub)
- 2010 : Stephanie Cooke - A New Day (Guy Robin Remix)
- 2010 : Negrocan - Cada Vez (Guy Robin Disco Vocal / Reprise / Beats)
- 2010 : Erykah Badu - Window Seat (Guy Robin Vocal Mix / Underground Mix / Dubstrumental Mix)
- 2011 : D. Turk & Doc Link feat. Angel-A - No Good for Me (Guy Robin Remix)
- 2011 : DeepCitySoul feat. Jacqui George - We All Fall Down (Guy Robin Vocal Mix)
- 2012 : Pat Badeau & Steve Gurley feat. Shishani - Affection (Guy Robin Remix)
- 2014 : Rightside feat. Troy Denari - Come Back To Me (Guy Robin Remix)
- 2017 : Donna Allen - He Is the Joy (Guy Robin Remix)

### Sous Scales

#### Singles
- 2015 : Green Eyes (feat. Zack Knight)
- 2016 : Fall In Love (feat. Adana)

#### Remixes
- 2015 : Brookes Brothers feat. Camille - Anthem (Scales Remix)
- 2015 : Chocolate Puma feat. Kris Kiss and Shystie & Roya - Step Back (Get Down) (Scales Remix)
- 2015 : Netsky feat. Digital Farm Animals - Rio (Scales Remix)
- 2016 : Rudimental feat. Anne-Marie and Will Heard - Rumour Mill (Scales Remix)
- 2016 : Slam Dunk'd feat. Chromeo & Al-P - No Price (Scales Remix)

### Endless Summer (avec Sam Feldt)

#### Singles
- 2022 : Till the End (avec Sam DeRosa)
- 2023 : Crying on the Dancefloor (avec Violet Days)

#### Remixes
- 2023 : Jonas Blue and Rani - Finally (Endless Summer & Wave Wave Remix)

## Distinctions
| Année | Prix                    | Pour...  | Catégorie                     | Résultat   |
| ----- | ----------------------- | -------- | ----------------------------- | ---------- |
| 2016  | MTV Europe Music Awards | Lui-même | Best Push Act                 | Nomination |
| 2017  | Brit Awards             | Fast Car | Single Britannique de l'année | Nomination |
| 2017  | Brit Awards             | Fast Car | Vidéo Britannique de l'année  | Non        |
| 2018  | Brit Awards             | Mama     | Single Britannique de l'Année | Nomination |
| 2018  | Brit Awards             | Mama     | Vidéo Britannique de l'année  | Non        |
| 2018  | Brit Awards             | Rise     | Vidéo Britannique de l'Année  | Non        |